# 旅鸟属
旅鸟属（学名：Iteravis）是今鸟型类已灭绝的一个属，生存于早白垩世的中国辽宁省，化石发现于义县组。模式种兼唯一种是赫氏旅鸟（I. huchzermeyeri），种小名致敬该属描述前不久逝世的主龙类古生物学家弗里茨·赫彻迈尔（Fritz Huchzermeyer）博士。